# G5 (obusier)
Pour les articles homonymes, voir G5.
Le G5 est un obusier tracté conçu et produit à partir de 1982 en Afrique du Sud par Lyttleton Ingeneurs Werke, devenu ultérieurement Denel Land System.

## Développement
Au fur et à mesure de la progression de la guerre de la frontière sud-africaine, l’armée sud-africaine (SADF) est confrontée à des forces de plus en plus puissantes. Les militants de l’Organisation du peuple du Sud-Ouest africain (SWAPO) sont en effet de plus en plus souvent appuyés par des troupes régulières des armées angolaises (FAPLA) et cubaines (FAR) disposant de matériel lourd. À partir du début des années 1980, le conflit perd ainsi progressivement sa dominante contre-insurrectionnelle pour prendre une tournure de guerre conventionnelle.
À cette date l’artillerie sud-africaine est largement obsolète. Les G1 et G2, désignations locales des 25-pdr et 5.5-in britanniques, qui la composent sont en effet des pièces remontant à la Seconde Guerre mondiale au calibre, précision et portée limités. La SADF a ainsi de plus en plus souvent le dessous dans les duels d’artillerie, ses opposants alignant notamment un grand nombre des obusiers M-46 et D-20.
Afin de résoudre ce problème, les Sud-africains conçoivent le G3, premier obusier développé en Afrique-du-Sud. Ses performances sont toutefois décevantes et il n’entre pas en service dans la SADF. Pour combler provisoirement ses besoins, celle-ci achète alors des M-71 à l’entreprise israélienne Soltam en attendant de développer une autre pièce d’artillerie. Pour ce faire, Armscor, l’organisme de gestion des programmes d’armement sud-africains, se rapproche de Gerald Bull et lui achète les données balistiques du GC-45 et de ses munitions. À partir de ces données, Lyttleton Ingeneurs Werke conçoit un canon, qui est ensuite monté sur un affût conçu par Denel. Les essais s’achèvent en 1982 et l’arme entre en production dans la foulée.
Dès sa mise en production, le G5 est considéré comme une solution temporaire, sa mobilité limitée par l’affût tracté ne répondant pas entièrement au besoin de la SADF. La solution définitive est apportée par le G6, entré en service en 1987.

## Histoire opérationnelle
Le G5 est utilisé pour la première fois au combat pendant l’opération Alpha Centauri visant le centre logistique de Cuito Cuanavale. Les huit pièces déployées au sein de la batterie Quebec causent d’importants dommages aux installations. En retour, elles deviennent la cible prioritaire de l’aviation cubaine et doivent être déplacées après quelques tirs, opération qui réduit leur efficacité du fait de leur mobilité limitée.

## Caractéristiques

### Description
Le G5 est composé d’un canon dont le tube mesure 45 calibres monté sur un affût. Celui-ci est motorisé et permet de déplacer l’arme de manière autonome sur une courte distance. Elle doit être toutefois être tractée par un véhicule pour être déplacée au-delà de quelques centaines de mètres, ce qui restreint sa mobilité et requiert des véhicules de soutien.

### Munitions
Une nouvelle gamme de munition, appelée M1, a été spécialement conçue pour le G5 à partir des informations sur les ERBF (extended range, full bore) et le base bleed (en) achetées à Gerald Bull. Ces deux technologies permettent d’accroître considérablement la portée, la première en réduisant les frictions à l’intérieur du tube et la seconde en réduisant la traînée produite par les perturbations atmosphériques causées par le passage de l’obus dans l’air. La variante de base de l’obus, qui n’utilise que la technologie ERBF, peut ainsi atteindre une distance maximale de trente kilomètres, tandis que la variante utilisant à la fois l’ERBF et le base bleed peut atteindre quarante kilomètres. Par comparaison, la portée maximale du M-46 est de 27 km.
Le G5 tire en général des obus explosifs de 46 kg, dont 8,7 kg de RDX et produisant entre 3 700 et 4 700 éclats lors de l’explosion. Trois types de fusées peuvent être utilisés : de contact, à retard, fusante. Ces dernières sont particulièrement efficaces lorsque la cible est constituée de personnel ou de véhicules légers : l’obus explose au-dessus du sol, ses éclats couvrant une large zone, de sorte que des colonnes entières peuvent être détruites avec un minimum d’obus. Les obus explosifs à fusée de contact sont suffisamment puissants pour détruire un char T-55 en cas de coup direct ou le mettre hors de combat en cas d’impact à proximité. Même les chars modernes peuvent être sérieusement endommagés dans ces cas-à, l’explosion détruisant les optiques et les chenilles.
Outre les obus explosifs, il existe également des obus fumigènes, éclairant, permettant de disperser des tracts et à sous-munitions.